# Louis Paulhan

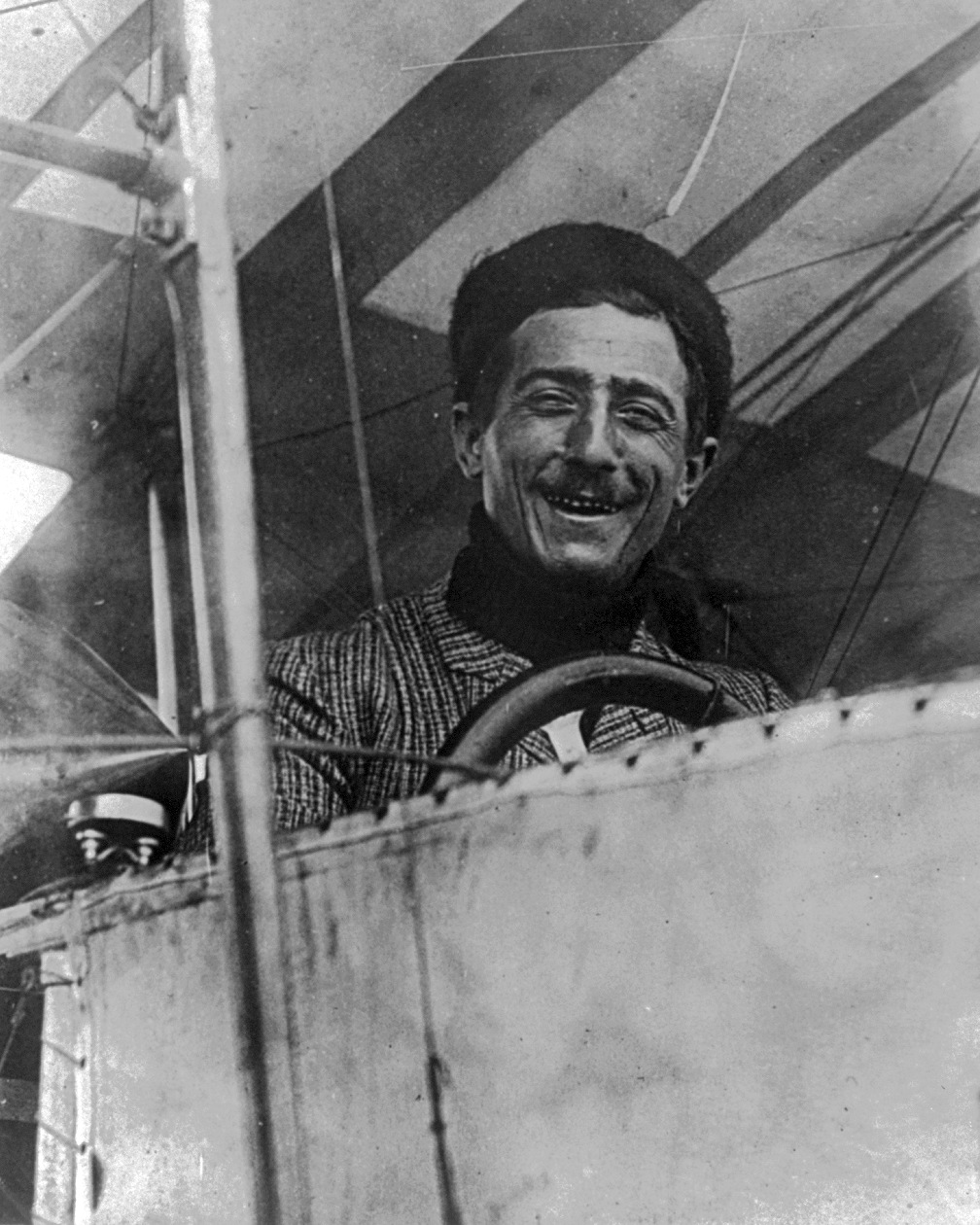
Louis Paulhan 1909

Louis Isidore Auguste Marie Paulhan (Pézenas, 19 juli 1883 – Saint-Jean-de-Luz, 10 februari 1963) was een Franse luchtvaartpionier.

## Biografie
Tijdens zijn adolescentie was Paulhan een gepassioneerd bouwer van modelvliegtuigen. In die tijd stond de luchtvaart nog in de kinderschoenen en de vliegtuigen waren van hout en papier. Terwijl hij in Parijs zijn dienstplicht vervulde als ballonvaarder, deed Paulhan in 1908 mee aan een door kolonel Charles Renard georganiseerde wedstrijd voor het bouwen van modelvliegtuigen. Paulhan won de eerste prijs: van zijn model zou een vliegtuig op ware grootte worden gebouwd. Omdat het een bijzonder ingewikkeld ontwerp was kreeg hij in plaats daarvan een Voisin, echter zonder motor, waar Paulhan, dankzij hulp van vrienden, zelf een motor aan toevoegde. Met het toestel leerde hij vliegen en haalde hij het tiende vliegbrevet van Frankrijk, kort na pioniers als Blériot, Farman en Latham.
In 1909 vestigde Paulhan zich in de villa Gypaete te Sartrouville. Op 15 juli 1909 nam hij deel aan de eerste luchtvaartmeeting ter wereld op het vliegveld van La Brayelle bij Douai, waar hij een hoogterecord van 150 meter vestigde. Met verschillende vliegtuigen vestigde Paulhan door heel Frankrijk diverse records. Zo hield hij korte tijd een afstandsrecord en een duurrecord nadat hij in 2 uur en 43 minuten 131 kilometer had afgelegd. Na een team te hebben geformeerd waarvan onder andere Didier Masson deel uitmaakte, nam het aantal meetings en wedstrijden waaraan Paulhan deelnam flink toe, waarbij hij naar Engeland reisde en vervolgens naar de Verenigde Staten. In januari 1910 was Paulhan de ster van de Aiviation Meet te Los Angeles, de eerste Amerikaanse luchtvaartshow. Paulhan reisde ernaartoe met twee Blériot XI eendekkers, en twee Farman III tweedekkers. Tijdens de show die van 10 tot 20 januari werd gehouden, verbeterde hij het wereldhoogterecord dat hij op 1209 meter bracht, en het duurrecord dat hij op 1 uur en 49 minuten bracht. Hij ontmoette er William Boeing die hij echter een luchtdoop onthield omdat, vergeleken met de notabelen van Californië, Boeing hem onbelangrijk leek. Ook in Salt Lake City en New Orleans gaf Paulhan demonstraties en hij voerde de eerste vlucht in Texas uit.
Intussen hadden de gebroeders Wright echter een rechtszaak aangespannen omdat ze vonden dat de rolroeren van de toestellen van Paulhan en Curtiss een inbreuk maakten op hun patenten. Op 17 februari 1910 werd Paulhan veroordeeld tot het betalen van 25 duizend dollar per betaalde demonstratie. Paulhan brak zijn Amerikaanse tournee af en gaf in New York gratis demonstraties. In maart 1910 werd overeengekomen dat Paulhan een borg van zesduizend dollar per week moest betalen tot de definitieve uitspraak.
Op 28 april won Paulhan een race van Londen naar Manchester, die was uitgeschreven door de Daily Mail. Met een Farman vliegtuig legde Paulhan de 298 kilometer af in circa 12 uur, waarvan 4 uur en 28 minuten zuivere vliegtijd.
Terug in Frankrijk werkte Paulhan mee aan het ontwikkelen van Le Canard ("De Eend") van Henri Fabre, een watervliegtuig op drijvers. Vervolgens bouwde hij watervliegtuigen onder licentie van Curtiss. In februari 1912 begon Paulhan een vliegschool in Villefranche-sur-Mer. In mei van dat jaar was hij in Arcachon op uitnodiging van burgemeester James Veyrier Montagnières die met Pauhans aanwezigheid de verkiezingen wat wilde verlevendigen. De plaatselijke fotograaf Léo Neveu maakte vanuit het vliegtuig van Paulhan de eerste luchtfoto's van de rede van Arcachon.
Paulhan ging verder met het ontwikkelen van tweedekkers en driedekkers, maar toen de Eerste Wereldoorlog uitbrak werd hij gemobiliseerd met de rang van luitenant. Tijdens de oorlog was hij jachtvlieger. Hij vloog boven Servië waar hij in luchtduels twee overwinningen behaalde, en testpiloot was voor fabrikanten die hun militaire vliegtuigen wilden optimaliseren.
Na de oorlog stortte hij zich op het ontwikkelen van metalen watervliegtuigen, tot op 10 mei 1937 zijn enige zoon René dodelijk verongelukte aan de stuurknuppel van een prototype van een jachtvliegtuig. Paulhan ging met pensioen in Saint-Jean-de-Luz, waar hij op 79-jarige leeftijd overleed. Hij werd begraven in zijn geboorteplaats.

## Eerbewijzen
In 1910 werd Paulhan het Legioen van Eer toegekend. In Sartrouville is na zijn dood een herdenkingsplaquette aangebracht in de gevel van de villa waar hij van 1909 tot 1912 woonde. Ook is er een middelbare school naar hem genoemd, het College Louis Paulhan.